# Curetis classica
Curetis classica är en fjärilsart som beskrevs av Siuiti Murayama 1948. Curetis classica ingår i släktet Curetis och familjen juvelvingar. Inga underarter finns listade i Catalogue of Life.